# Liste des intendants de la généralité de Lille
La Généralité de Lille est la circonscription des intendants de la Flandre wallonne, puis de Flandre et d'Artois, leur siège est Lille.
La Flandre est d'abord rattachée à la généralité d'Amiens au moment de la conquête, entre janvier et juin 1668. Elle avait eu un administrateur particulier en 1667 avec Paul Barillon d'Amoncourt. La correspondance de Louvois cite, en septembre 1667, Jacques Charuel comment faisant les fonctions d'intendant à Lille. Dès septembre 1668 elle a un administrateur spécial, Michel Le Pelletier de Souzy.
On note dans certaines listes d'intendants à Lille, la présence de Le Tellier, mais il doit s'agir de Louvois qui a été intendant à l'armée de Flandre et non intendant de province. 
En 1716, la généralité de Dunkerque ou de Flandre Maritime ayant subi des pertes de territoires à la suite du traité d'Utrecht et du traité des barrières, est rattachée à la généralité de Lille sous le nom de département de Flandre. 
En 1717, Valenciennes est détachée de la généralité de Lille pour être rattachée à la généralité de Hainaut pour en faire sa capitale à la place de Maubeuge.
En 1730, Condé et ses dépendances est détachée de la généralité de Lille pour être rattachée à la généralité de Hainaut.
En 1754, l'Artois est détaché de la généralité d'Amiens pour être rattaché à celle de Lille. Le Cambrésis, Bouchain, Saint-Amand, Mortagne et leurs dépendances, passèrent de l'intendance de Flandre à celle du Hainaut.
Les intendants de police, justice et finances sont créés en 1635 par un édit de Louis XIII, à la demande de Richelieu pour mieux contrôler l'administration locale.

## Liste des intendants de la généralité de Lille
| Date                 | Nom |
| -------------------- | --- |
| 1667                 | Paul Barillon d'Amoncourt ( -17 octobre 1694) marquis de Branges il est nommé le 12 janvier 1668 intendant de justice, police et finances en la généralité d'Amiens, Artois, Boulonnais, Hainaut, pays conquis et reconquis (qui comprenant la Flandre wallonne et la Flandre Maritime cédées à la France par le traité d'Aix-la-Chapelle. Sa commission a été enregistrée le 10 janvier 1669. Il quitte ensuite la généralité d'Amiens pour les fonctions d'intendant près de l'armée du roi et de l'armée de Turenne, puis, en 1672, conseiller d'État semestre, ministre plénipotentiaire à Cologne avec le duc de Chaulnes et Honoré Courtin en 1675, enfin ambassadeur en 1677et conseiller d'État ordinaire en 1681 |
| 1668                 | Michel Le Peletier de Souzy (1640-10 décembre 1725) frère de Claude Le Pelletier, contrôleur général des finances conseiller au parlement de Paris en 1665, intendant de Franche-Comté, puis intendant des finances (1684-1700), directeur des fortifications en 1704 ; il fait partie du conseil de régence après la mort de Louis XIV |
| 1683                 | François Le Tonnelier de Breteuil (23 août 1638 -16 mai 1705) marquis de Fontenay-Trésigny, fils de Louis Le Tonnelier de Breteuil (1609-1685), contrôleur général des finances, père de François Victor Le Tonnelier de Breteuil (1686-1743), secrétaire d'État de la Guerre (1723-1726) et (1740-1743) intendant à Amiens (1674-1683), puis conseiller d'État |
| Août 1684            | Dreux-Louis Dugué de Bagnols (1645-9 octobre 1709) il s'est marié avec sa cousine, Anne Dugué de Bagnols, fille de François Dugué de Bagnols qui a été intendant en Normandie, intendant en Dauphiné et intendant en Lyonnais, Forez et Beaujolais et beau-frère du chancelier Le Tellier ; il est proche des jansénistes et s'est fait protecteur des gens de lettres Conseiller au Châtelet par provisions du 9 janvier 1666, reçu le 3 février suivant conseiller au Parlement de Paris reçu le 20 août 1672, maître des requêtes reçu le 10 janvier 1676, intendant de l'armée de Flandre en 1684, conseiller d'Etat semestre en 1687, conseiller d'État ordinaire en 1702. Après la paix de Ryswick, en 1697, il a été employé avec Jean Godefroy à la délimitation des frontières. En 1701, il est nommé intendant des Pays-Bas catholiques et envoyé à Bruxelles pour réorganiser les Pays-Bas espagnols. Il prend sa retraite en août 1708                                          |
| 1709                 | Charles-Étienne Maignart de Bernières (2 août 1667-22 décembre 1717) marquis de Bernières, la Rivière-Bourdet, petit-fils de Charles Maignart de Bernières (1616-1662), fils d'Étienne de Maignart (1642-1715) et de Madeleine Faucon de Ris, fille du premier président de Normandie,Louis Faucon de Ris, et amie de madame Louvois licencié en droit le 9 septembre 1688, conseiller au Grand Conseil le 5 août 1690, maître des requêtes le 11 septembre 1694, il est nommé intendant du Hainaut le 18 août 1698. Au début de 1702, il devient en plus intendant aux armées de Flandre et d'Allemagne, le 9 septembre 1705 il est nommé à Ypres, et le 9 juin 1708 il est nommé intendant de Flandre où il reste en poste jusqu'à sa mort. Il réunit en 1716 la généralité de Lille (Flandre Wallonne) à celle de Dunkerque (Flandre Maritime) sous le nom de département de Flandre, et on en détache Valenciennes pour en faire la capitale du Hainaut français à la place de Maubeuge |
| 1718                 | Antoine François Méliand (1670-17 mai 1747) conseiller au parlement de Paris, maître des requêtes en 1698, intendant de Béarn en 1704 puis intendant à Lyon le 27 mars 1710, puis conseiller d'État |
| 1730                 | Julien Louis Bidé de La Granville (1688-1760) un de ses ancêtres, Joseph Bidé de la Granville, avait été intendant à Limoges en 1672 maître des requêtes en 1715, intendant d'Auvergne en 1723, nommé intendant de Flandre en 1730, il est intendant d'armée en Westphalie en 1743 et le comte d'Argenson obtient qu'il soit nommé intendant d'Alsace le 16 mars 1743. Il est conseiller d'État semestre en 1740 et conseiller d'État ordinaire en 1750. Il est chancelier d'Orléans en 1744 |
| mars 1743            | Jean Moreau de Séchelles (10 mai 1690-31 décembre 1761) seigneur de Séchelles conseiller au parlement de Metz, maître des requêtes en 1719, puis intendant du Hainaut en 1727, intendant de l'armée du roi en Bohème et en Bavière en 1741, conseiller d'État en 1742. Il est nommé contrôleur général des finances en juillet 1754 |
| août 1754            | Jean-Louis Moreau de Beaumont ou de Nassigny (28 octobre 1715-22 mai 1785) seigneur de Beaumont, fils de Pierre Jacques Moreau de Nassigny, neveu du précédent. Il a fait imprimer en 1768 un ouvrage intitulé «Mémoires concernant les impositions en Europe». Il s'est marié en mai 1743 avec Marie-Françoise Grimod, fille de Antoine Gaspard Grimod de La Reynière conseiller au parlement de Paris le 20 décembre 1736, maître des requêtes le 19 mai 1740, président au Grand Conseil le 2 janvier 1746, nommé en mai 1747 intendant à Poitiers (1748-1750), en juillet 1750 intendant de Franche-Comté (1750-1754), puis est nommé intendant des finances (1756-1770) et conseiller d'État ordinaire et au Conseil Royal du Commerce |
| mars 1756            | Antoine-Louis-François Lefebvre de Caumartin (1725-1803) marquis de Saint-Ange, comte de Moret le 29 mars 1754 il était nommé intendant au département de Metz, frontières de Champagne du Luxembourg et de la Saare. Il est nommé intendant de Flandre le 21 mars 1756 et y resta jusqu'en août 1778. chancelier et garde des sceaux de l'ordre royal et militaire de Saint-Louis, prévôt des marchands de Paris (1778-1784) |
| mai 1778             | Charles Alexandre de Calonne (20 janvier 1734-30 octobre 1802) procureur du roi au parlement de Douai. Il est nommé intendant de Flandre le 13 mai 1778. Il est appelé le 3 novembre 1783 pour être contrôleur général des finances |
| novembre 1783 - 1790 | Charles-François-Hyacinthe d'Esmangart (16 mai 1736-1793) seigneur de Montigny, des Bordes, de Feynes, Pierrerue et autres lieux intendant de Guyenne (1770-1775), intendant à Caen (1775-1783) |